# Macronychus levanidovae
Macronychus levanidovae là một loài bọ cánh cứng trong họ Elmidae. Loài này được Lafer miêu tả khoa học năm 1980.